# Замок Липовець
Замок Липовець (пол. Zamek Lipowiec) — руїни замку краківських єпископів, що лежать на вапняному пагорбі (362 м н.р.м.) на території природного заповідника "Липовець" поблизу від села Бабиці у гміні Бабиці Хшановського повіту Малопольського воєводства в Польщі. Замок розташований на Краківсько-Ченстоховській височині та належить до системи так званих Орлиних Гнізд.

## Історія

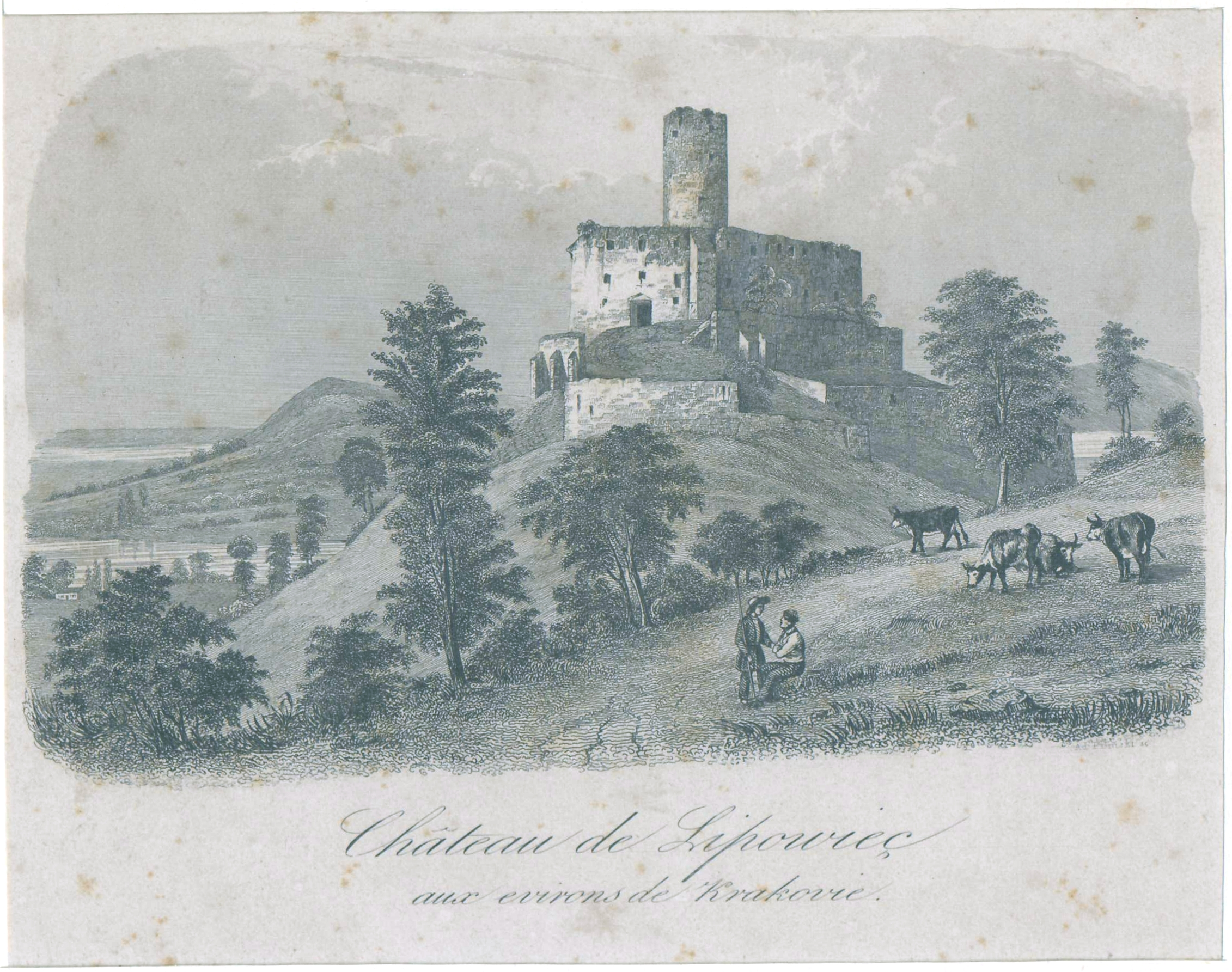
Руїни замку у XIX столітті

Стратегічне розташування пагорба, на якому у наш час лежать руїни замку, поблизу шляху з Кракова до Сілезії, було помічене вже у період  регіонального розпаду П'ястської монархії, а політична нестабільність того періоду стала ще одним аргументом для розміщення на ньому, з метою захисту торгового шляху, невеликого укріплення. До 1243 року навколишні землі належали малопольській родині Грифітів, потім впродовж нетривалого часу — кляштору бенедиктинок у Станьотках, абатисою якого була дочка власника бабицьких маєтностей (до яких належав Липовець) Клеменса з Рущі гербу Гриф. Від ордену бенедиктинок Липовець перейшов до краківського єпископа Яна Прандота, який зробив його доменом Краківського єпископства (володіло замком аж  до 1789 року). З ініціативи Яна Прандота було побудовано або принаймні розбудовано замок на пагорбі, на той час ще дерев'яний, але, можливо, вже з мурованою вежею, найдавніші частини якої датуються другою половиною XIII століття. Мурований замок, ймовірно, будували поступово, починаючи з другої половини XIII століття і аж до початку XIV століття.
У 1294 році краківським єпископом став Ян Муската, який використовував замок як пункт опору польському королю Владиславу Локетку. Із замку Муската, разом зі своїм швагром Ґерлахом де Кульпе, здійснював грабіжницькі напади на навколишні землі. Муската значно розбудував замок, втім масштаб проведених будівельних робіт складно достеменно визначити. Після смерті чеського та польського короля Вацлава ІІ, а також його наступника Вацлава III, які були протекторами Мускати, у нього, після тимчасової угоди з Локеткою, спалахнув з ним конфлікт. Внаслідок цього, у 1306 році його вигнали з дієцезії. Одним з місць, де він переховувався, був саме замок Липовець, в якому він періодично перебував до 1312 року.
Після періоду боротьби між П'ястами та стабілізації влади по сходженню на престол Казимира ІІІ замок Липовець слугував прикордонною фортецею, охороняючи також торговий шлях, що пролягав із Малопольщі до Сілезії. Як достеменно виглядав замок наприкінці XIII — на початку XIV століть нам невідомо. Вже у той час, швидше всього, існувала кам'яна вежа, адже саме з того часу походить її нижня частина. Однак, на той час, вона ще не була інтегральною частиною будівлі, а стояла як відокремлений об'єкт, що мав на меті посилення оборони головної в'їзної брами, яка розташовувалась неподалік від вежі.
У XIV—XV століттях замок кілька разів піддавався різним розбудовам, перебудовам та ремонтам, залежно від цілей, яким він повинен був слугувати. У XV столітті замок було значно розширено шляхом розбудови його корпусу. На той час його зовнішній вигляд вже був наближеним до сучасного. Над замком домінувала вежа, яка знаходилася у його південно-східному куті та вже була сполученою із рештою споруд.
Замок оточував досить глибокий рів, над яким було перекинуто дерев'яний міст, що вів до брами із воротами для піших. Значно нижче, з південно-східної сторони замку, було збудовано численні дерев'яні господарські будинки, внаслідок чого з'явилося так зване передзамче, яке пізніше (швидше за все, наприкінці XV століття) було оточено окремим муром з в'їзною брамою. Посилення оборонних властивостей замку та його військова модернізація були пов'язані з неспокійним періодом гуситських воєн у першій половині XV століття, тим паче, що одна з гуситських баз розташовувалася у місті Гливиці в Сілезії, звідки здійснювались збройні набіги на терени Малопольщі.
До відомих краківських єпископів, які ініціювали роботи на замку, належать Войцех Ястшембець (1412—1423) та Збігнев Олесницький (1423—1451). Про їх вклад у розбудову замку свідчать їх геральдичні щити у стінах подвір'я верхнього замку, які видніються дотепер. У 1444 році Збігнев Олесницький видав у Ліповці привілей для Севезького князівства, яке було новим набутком Краківського єпископства.
У XV столітті замок надалі виконував оборонні та житлові функції, тоді ж тут було облаштовано в'язницю для духовенства. До найвідоміших в'язнів Липовця у цьому столітті належав настоятель Миколай з Буська, якого ув'язнили тут у 1437 році. Роль замку як костельної в'язниці зросла лише з XVI століття, що, безперечно, було пов'язано з реформацією. Тут ув'язнювали не лише іновірців, а й духовенство за злочини, наприклад братів-францисканців з Кракова за вбивство комісара чесько-польської францисканської провінції Альберта Фонтіні. Одним із найважливіших в'язнів Липовця був італієць за походженням, викладач Краківської академії Франциск Станкар, якого ув'язнили у 1550 році за сприяння унітаріанству. За допомогою друзів йому вдалося втекти з замку та опублікувати роботу про церковну реформу у Польщі вже через два роки після ув'язнення. Її написання він розпочав у в'язниці замку. Також у замку ув'язнювали Валентія з Кшчонова.
Роботи з адаптації замку до потреб в'язниці, розпочалися в XV столітті та набрали значного розмаху у XVI столітті, коли почали розширювати приміщення, призначені на камери. Також було зменшено глибину рову, що оточував замок, та поставлено кам'яні стовпи для моста, а у самому замку дещо перебудовано комунікаційні переходи і сходи. Це були, мабуть, найбільш значні будівельні роботи в замку в цей період, адже зважаючи на мир та стабільність, які панували у цьому регіоні у той час, не було потреби укріплювати замок. Більшість робіт, швидше всього, було виконано у першій половині — 50-х роках XVI століття з ініціативи єпископів Яна Конарського та Анджея Зебжидовського. Про їх роль свідчать вмуровані геральдичні щити на території замку.
У XVII столітті замок почав поступово занепадати: внаслідок пожежі, яка сталася у 1629 році та пізнішої Шведської навали. Іншим фактором, що посприяв цьому, була застарілість замку як житлового об'єкту, внаслідок чого Липовець перестав бути резиденцією краківських єпископів, які спорудили поруч нову дерев'яну садибу, яка мала виконувати цю функцію.
Пожежа, що спалахнула у серпні 1629 року, поглинула значну частину дерев'яної забудови і в основному зачепила верхню частину замку. Інвентар від 1645 року свідчить про те, що замку було завдано значної шкоди. Наслідки пожежі у 40-х роках XVII століття намагався подолати єпископ Ян Заджик, який був ініціатором відбудови та перебудови передзамча, що мало переважно господарський характер. 9 жовтня 1655 року шведи захопили Липовець, зробивши в ньому штаб-квартиру, в тому числі зважаючи на можливість контролю водного маршруту на сусідній Віслі. Вони залишили його лише влітку 1657 року та, відступаючи, спалили. Спустошена і занедбана будівля, в такому стані простояла до 30-х років XVIII століття, коли рішення про її відбудову прийняв краківський єпископ Костянтин Феліціян Шанявський. Ще до цього, 17 серпня 1683 року, у замку, по дорозі до Відня, затримався польський король Ян III Собеський.
Відбудова замку єпископом Костянтином Феліціяном Шанявським була спрямованою на перетворення об'єкту на виправний будинок для духовенства. Роботи в цьому напрямку  розпочалися у 20-х роках і продовжувалися у 50-х роках XVIII століття, вже за часів наступного єпископа Анджея Залуського. Окрім необхідних консерваційних робіт назовні замку, перебудова головним чином здійснювалася всередині будівлі, серед іншого було вибудовано нові сходи у південно-західному куті. Наслідки цієї перебудови помітні і донині, адже пізніші роботи на території замку обмежувалися, головним чином, лише поточними ремонтами.
У 1789 році, після смерті краківського єпископа Каєтана Солтика, замок Липовець перейшов у державну власність внаслідок реформи, здійсненої імператором Йосифом II, а згодом став приватною власністю. У 1800 році у замку спалахнула дуже сильна пожежа, яка, крім пошкоджень внутрішніх приміщень, знищила значну частину даху.
Після цього і до кінця 40-х років ХІХ століття будівлю ще продовжували частково використовувати як житлову. Потому замок закинули, що суттєво сприяло прогресуючому спустошенню об’єкта, що простежується на серії гравюр із замком, виконаних у ХІХ столітті. У 80-х роках XIX століття почали здійснюватися наукові дослідження, присвячені замку — було підготовано монографію Владислава Лущкевича.
У 1868 році граф Гвідо Доннерсмарк придбав замок із навколишніми маєтностями від Антоніни Лонської.
Замок, тим часом, дедалі більше руйнувався. У 50-х роках ХХ століття було прийнято рішення про його консервацію як постійну руїну, укріплення споруди та пристосування для відвідування туристами, а також про проведення історично-археологічних досліджень на його території.  Консерваційно-дослідницькі роботи тривали у 1961—1969 роках, а на передбрам'ї — до 1975 року.

## Архітектура
Липовець — типовий готичний оборонний замок висотного типу. Головним чином, його споруджено із каменю, а цеглу використано переважно для склепінь. У минулому фасади верхнього замку були покриті штукатуркою, сліди якої простежуються донині. Обрамлення вікон та дверей, а також інші елементи внутрішнього оздоблення не збереглися до нашого часу, що є наслідком пожеж та закинутості замку впродовж тривалого періоду. Весь комплекс складається з трьох основних частин:
- чотирикрилого верхнього замку з внутрішнім подвір'ям;
- передбрам'я — досить рідкісного архітектурного рішення в середньовічному оборонному будівництві; воно складалося з: рова з перекинутим через нього мостом, який вів до відокремленої брами, яка, в свою чергу, була з'єднаною з головною брамою верхнього замку двома паралельними мурами (так званою шиєю). З результатів археологічних досліджень випливає, що передбрам'я було ліквідовано у XVII столітті;
- передзамча (підзамча), яке постало наприкінці XV століття. Воно становило собою площу, оточену окремим муром із власною брамою, на якій знаходилися дерев'яні господарські споруди, такі як стайня, возовня, будинки для прислуги, тощо; передзамче розташовувався значно нижче від головного корпусу замку.

Основна частина будівлі, зведена на п'ятикутному плані — так званий верхній замок — є досить однорідною чотирикрилою спорудою навколо невеликого внутрішнього подвір'я. На фоні замку виразно виділяється вежа, розташована у південно-східному куті замку. В наш час весь верхній замок взагалі не має даху (раніше його було покрито двосхилим дахом), а просторове розташування всередині замку є результатом перебудови, здійсненої у XVIII столітті. На першому поверсі раніше переважно знаходилися господарські приміщення: їдальня (трапезна), кухня, комора, склад, пекарня та скарбниця. Також на цьому поверсі знаходиться криниця, глибиною понад 24 м, яка походить із найдавнішого періоду існування замку — над нею була дерев’яна корба з відрами.
На другому поверсі знаходилися житлові приміщення, каплиця та в'язничні камери. Наразі в житловій частині замку розміщується музей. На третьому поверсі, як і на першому, знаходилися житлові приміщення, однак вони були швидше призначеними для гостей, а у західній стороні розміщувалися в'язничні камери.
Найбільш показною частиною всього замку є чотириповерхова вежа на плані кола, заввишки близько 30 м, яка є найдавнішою частиною будівлі та датується другою половиною XIII —початком XIV століття. Спершу вона була типовим донжоном, тобто відокремленим оборонним елементом, розташованим поблизу із брамою та призначеним для посилення її обороноспроможності, а також останнім пунктом опору під час захоплення фортеці. Це типове оборонне рішення, яке широко застосовувалося у середньовічних фортецях. Вхід до вежі розміщувався на значній висоті — приблизно посередині вежі. У XV столітті вежу було розбудовано та включено до конструкції верхнього замку. Тоді ж її було пристосовано до тогочасних військових вимог, шляхом створення на окремих поверхах гарматних отворів, призначених для тарасниць. Таким чином, замок можна було захищати на певній відстані вогнем із вежі по прилеглих районах. Нижні частини вежі містили в'язничні підземелля, до яких засуджених спускали через отвір у підлозі, який знаходився неподалік від її входу. Всередині вежі можна було пересуватися по вузьких і звивистих кам'яних сходах. Верхній ярус вежі не зберігся — на верхівці нинішньої вежі видніються сліди від нього у вигляді кам'яних опор, які підтримували стіну значної товщини. Вежа мала похилий конічний дах. В наш час на вершині вежі знаходиться оглядовий майданчик, огороджений металевими перилами, який відкрито для відвідування туристами.

## Світлини

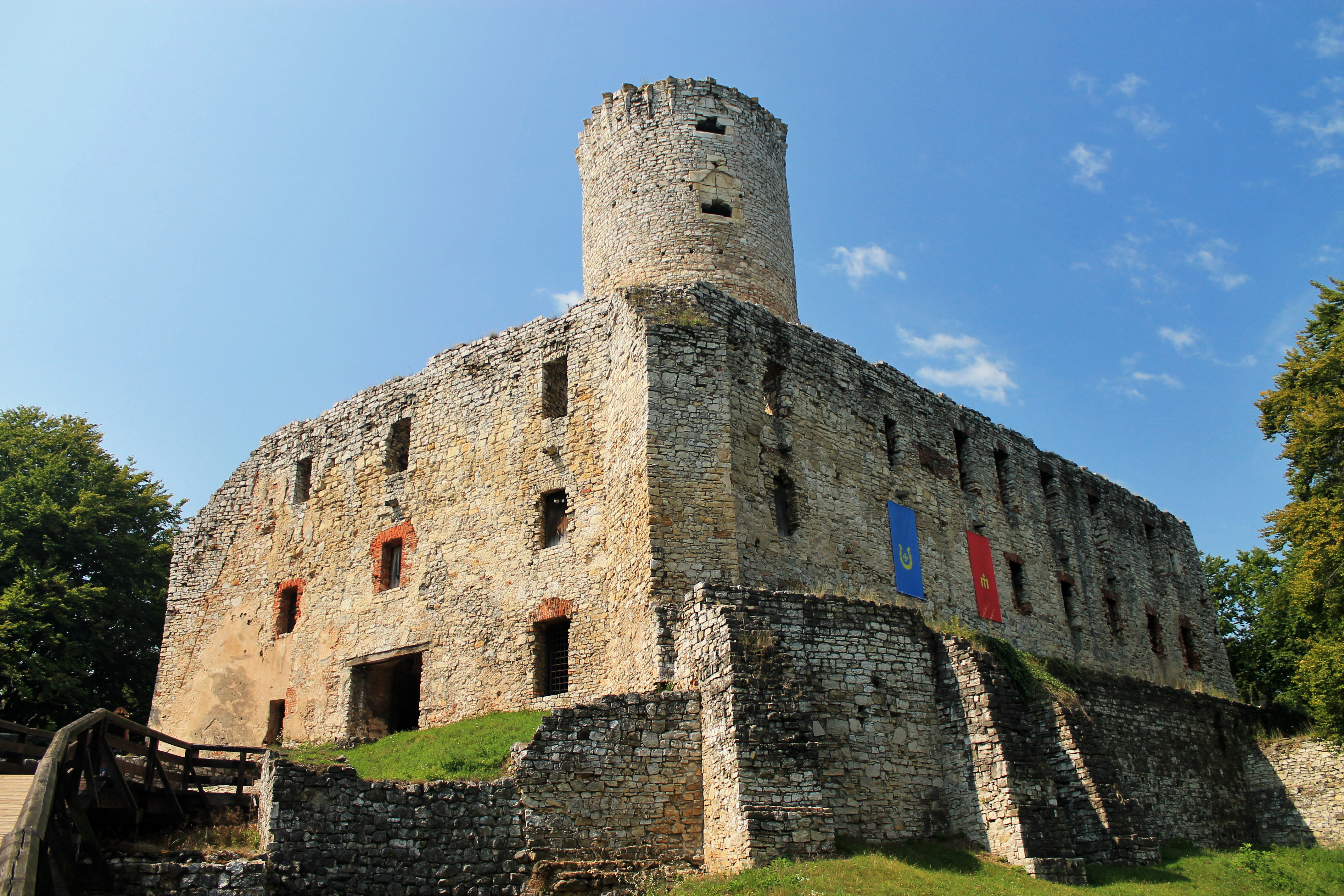
Вигляд замку
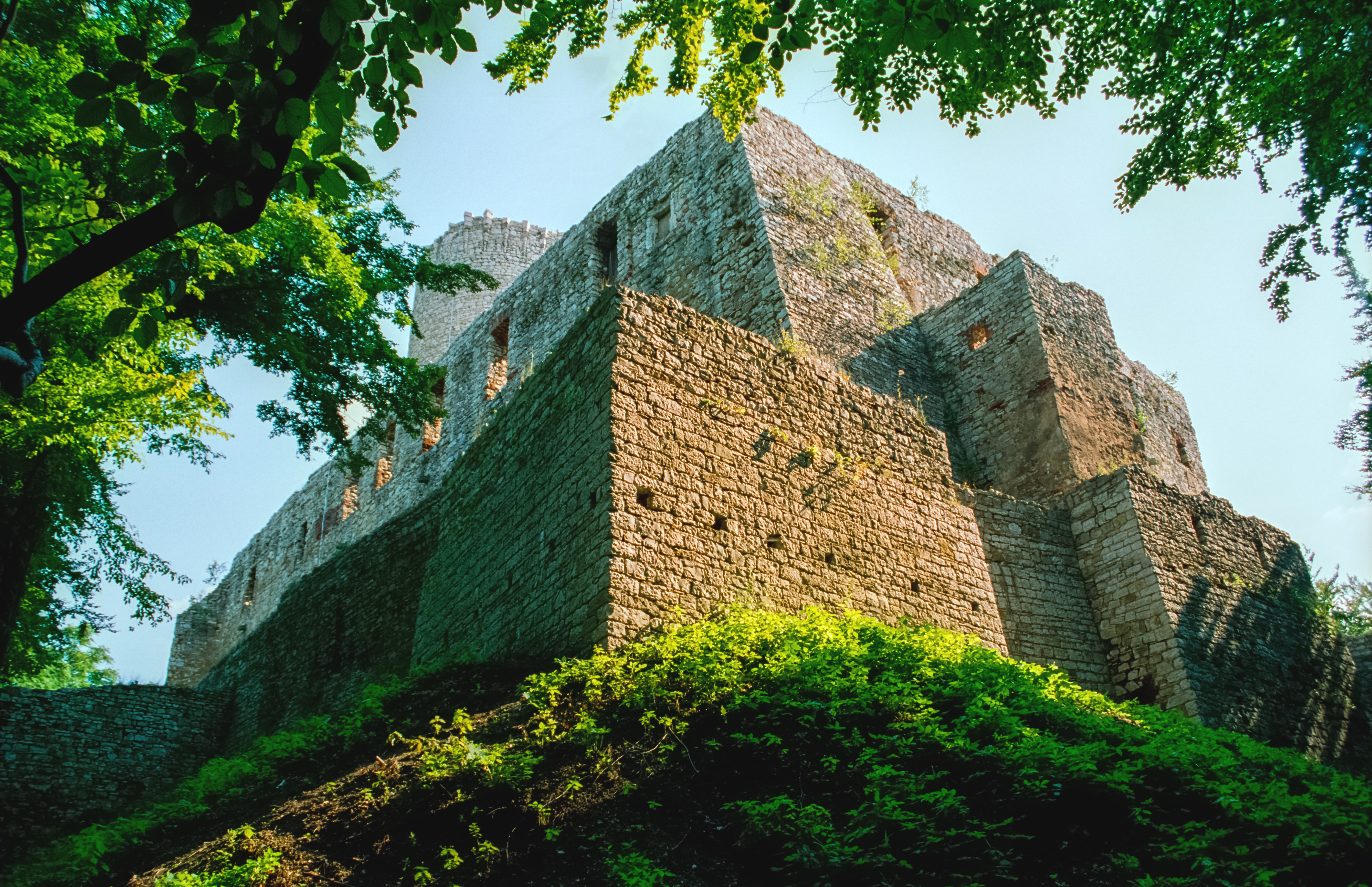
Замкові мури
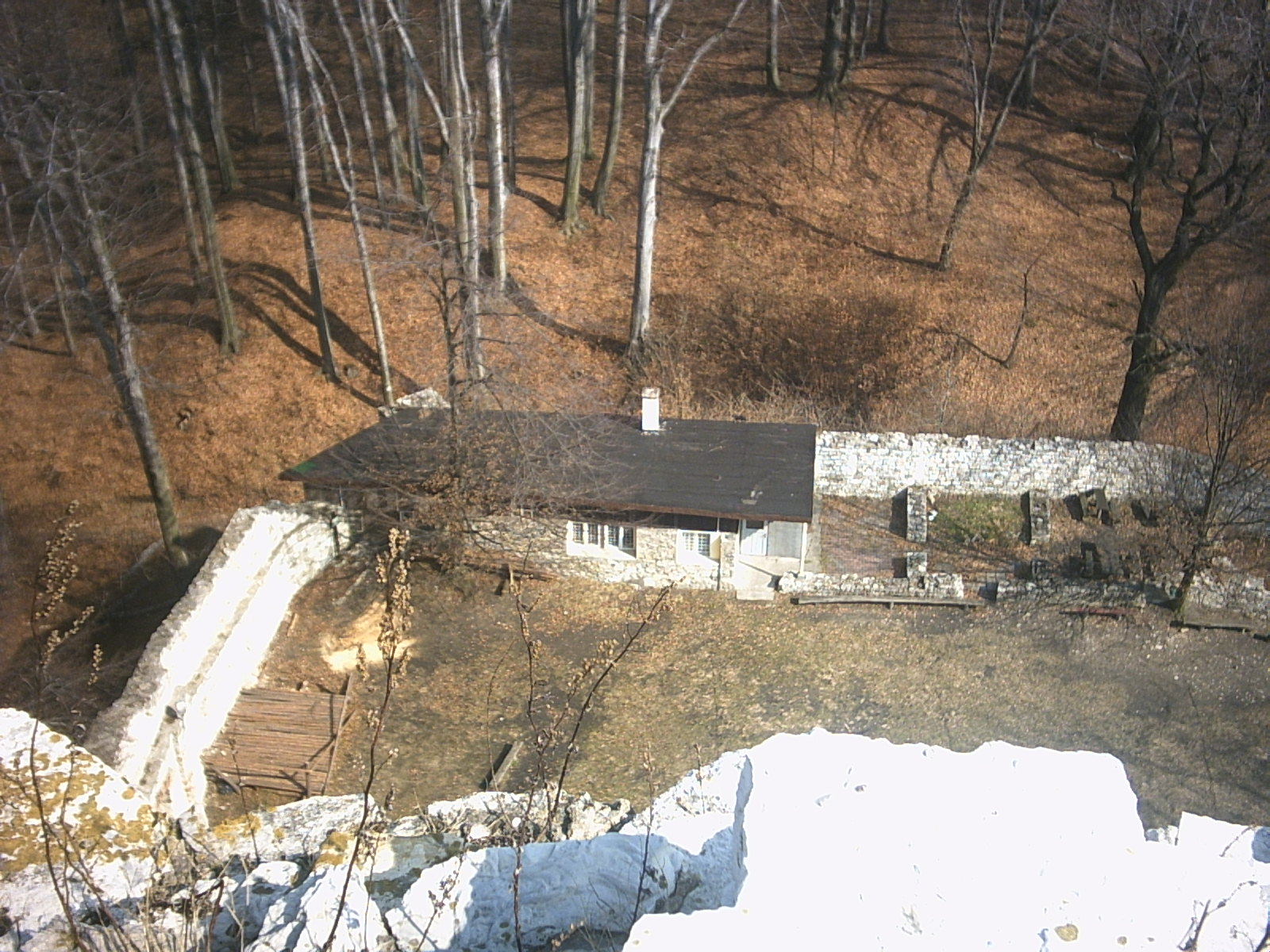
Вигляд з вежі на підзамча
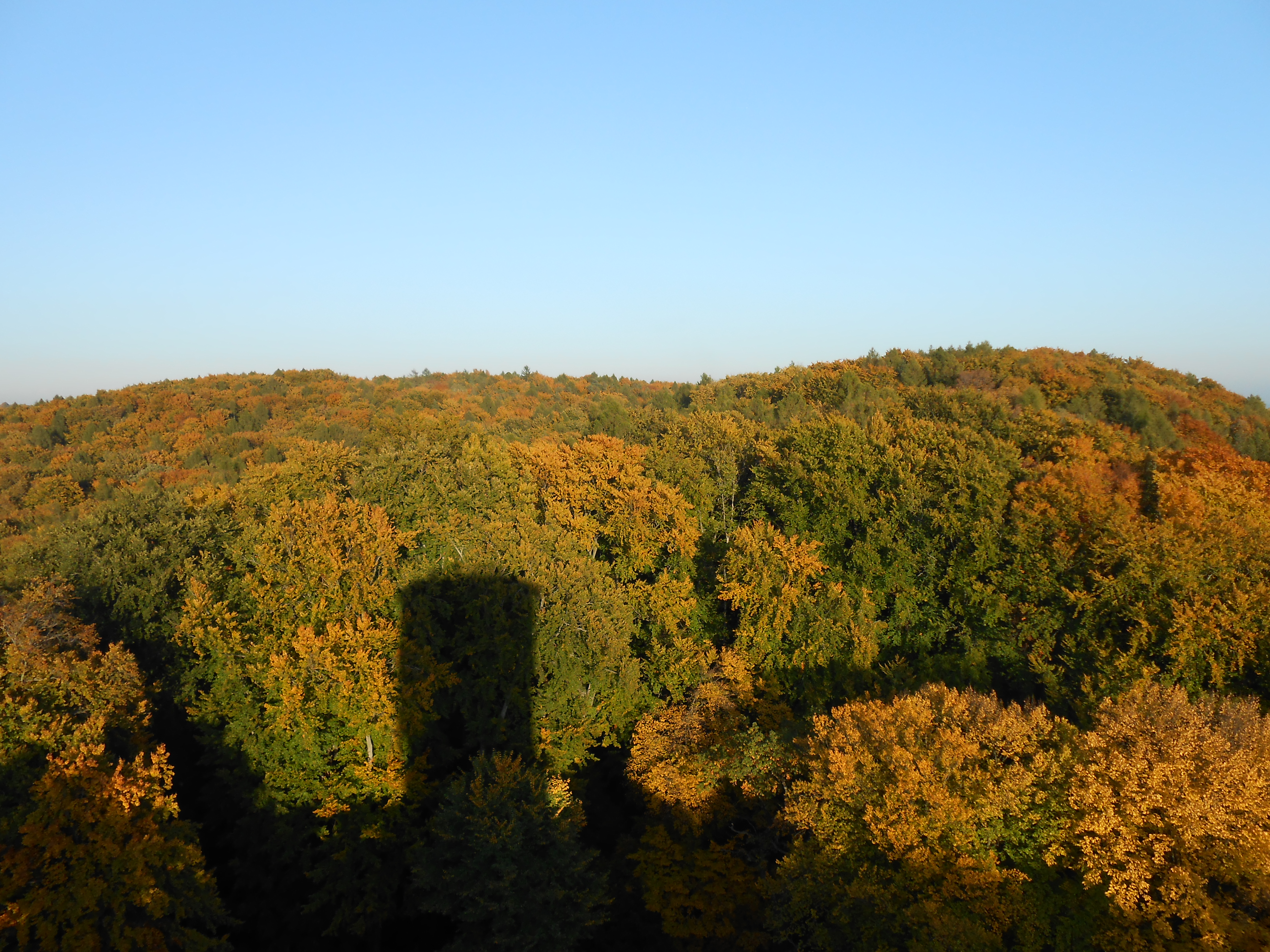
Вигляд з вежі на схід
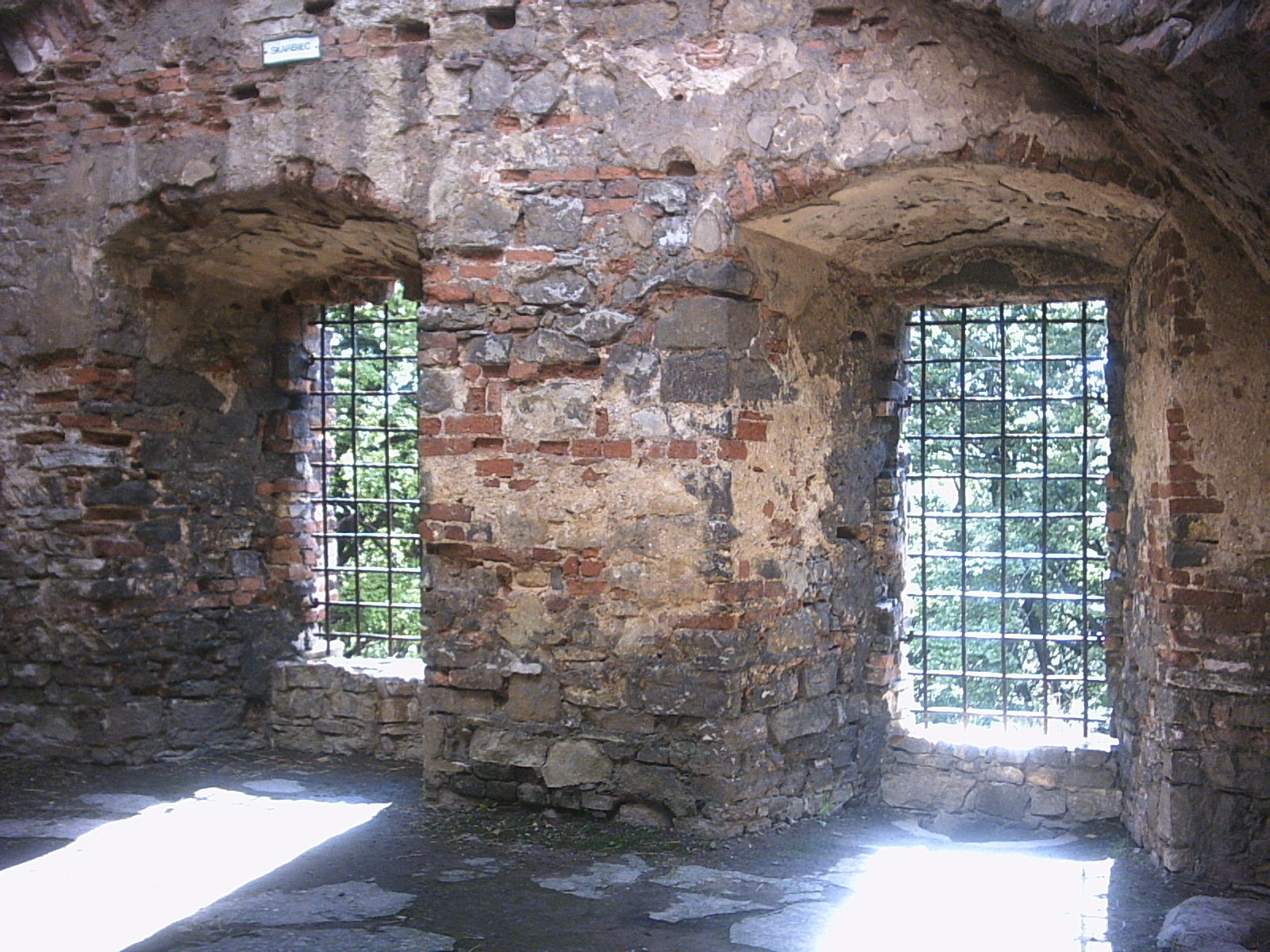
Скарбниця